# Неуспели председнички избори у Србији 1997.
Почетком јесени 1997. одржани су неуспели избори за председника Републике Србије. Други круг ових избора је било за време власти Слободана Милошевића једино изјашњавање грађана Србије на државном нивоу на којем је највећи број гласова освојио кандидат неке друге странке (др Војислав Шешељ, кандидат Српске радикалне странке).
Како, међутим, према објављеним званичним резултатима, у том другом кругу на изборе није изашло по тадашњем изборном закону неопходних 50% уписаних бирача, ови избори су проглашени неуспелим и изборни поступак је поновљен касније исте године, када је победио Милан Милутиновић.
Демократска странка, Демократска странка Србије, Грађански савез Србије и известан број мањих странака су бојкотовале целокупан изборни процес 1997.
На основу посматрања и анализе целокупног процеса, ЦеСИД-а је утврдио озбиљне мањкавости у свим фазама изборног поступка, наводећи да процес није испунио ни минималне услове за фер изборе.

## Резултати избора
У првом кругу избора, одржаном 21. септембра 1997, право гласа је имало 7.188.544 грађана уписаних у бирачки списак. На изборе је изашло њих 4.131.487 (57,47%). Важећих листића је било 3.973.029 (96,16%), а неважећих 155.860 (3,77%).
С обзиром да ниједан од кандидата није освојио натполовичну већину бирача који су гласали, одржан је други круг избора 5. октобра 1997. у којем су учествовали Зоран Лилић, кандидат СПС-ЈУЛ-НД, и др Војислав Шешељ, кандидат Српске радикалне странке.
| Р  | Кандидат            | Предлагач                                                               | Гласова   | %     |
| -- | ------------------- | ----------------------------------------------------------------------- | --------- | ----- |
| 1  | Зоран Лилић         | Социјалистичка партија Србије – Југословенска левица – Нова демократија | 1.474.924 | 35,70 |
| 2  | др Војислав Шешељ   | Српска радикална странка                                                | 1.126.940 | 27,28 |
| 3  | Вук Драшковић       | Српски покрет обнове                                                    | 852.808   | 20,64 |
| 4  | Миодраг-Миле Исаков | Коалиција Војводина                                                     | 111.166   | 2,69  |
| 5  | Вук Обрадовић       | Социјалдемократија                                                      | 100.523   | 2,43  |
| 6  | Небојша Човић       | Демократска алтернатива, ССС                                            | 93.133    | 2,25  |
| 7  | Сулејман Угљанин    | Листа за Санџак др Сулејман Угљанин                                     | 68.446    | 1,66  |
| 8  | Милисав Банковић    | Радничка странка Југославије                                            | 49.158    | 1,19  |
| 9  | Милан Парошки       | Народна странка                                                         | 27.100    | 0,66  |
| 10 | Миодраг Видојковић  | Група грађана                                                           | 14.105    | 0,34  |
| 11 | Предраг Вулетић     | Либерално-демократска странка                                           | 11.463    | 0,28  |
| 12 | Драган Ђорђевић     | Странка држављана Србије                                                | 10.684    | 0,26  |
| 13 | Милан Младеновић    | Коалиција „Препород“                                                    | 10.112    | 0,24  |
| 14 | Ђорђе Дрљачић       | Група грађана                                                           | 9.430     | 0,23  |
| 15 | Бранко Чичић        | Партија природног закона                                                | 7.097     | 0,17  |
| 16 | Гвозден Сакић       | Група грађана                                                           | 3.293     | 0,08  |
| 17 | Радомир Тукмановић  | Напредна странка                                                        | 2.647     | 0,06  |

У другом кругу избора, одржаном 5. октобра 1997, право гласа је имало 7.210.557 грађана уписаних у бирачки списак. На изборе је изашло њих 3.531.063 (48,97%). Важећих листића је било 3.425.213 (97,00%), а неважећих 104.223 (2,95%).
| Р | Л | Кандидат       | Предлагач                                                               | Гласова   | %     |
| - | - | -------------- | ----------------------------------------------------------------------- | --------- | ----- |
| 1 | 2 | Војислав Шешељ | Српска радикална странка                                                | 1.733.859 | 49,10 |
| 2 | 1 | Зоран Лилић    | Социјалистичка партија Србије – Југословенска левица – Нова демократија | 1.691.354 | 47,90 |

## Неслагања у званичним резултатима избора
Као и на бројним другим изборима у Србији током деведесетих година XX века, осим бројних суштинских неправилности, и у самим званичним резултатима постоје извесне сасвим необјашњиве рачунске неправилности. Резултати какви су горе представљени објављени су у Службеном гласнику Републике Србије и одговарају подацима из званичних публикација Републичког завода за статистику.
Београдски Центар за слободне изборе и демократију, међутим, у својим публикацијама „Анализа изборних резултата у Србији 1990–1997" (др Зоран Лучић) и "Guide through electoral controversies in Serbia", указује да се у првом кругу ових избора добијају другачији резултати ако се у званичним подацима самог Републичког завода за статистику једноставно саберу појединачни подаци по бирачким местима:
|                      | Збир      | РЗС/СГ    |
| -------------------- | --------- | --------- |
| Гласачко тело        | 7.187.397 | 7.188.544 |
| Излазност            | 4.130.724 | 4.131.487 |
| Број важећих листића | 3.972.297 | 3.973.029 |
| Зоран Лилић          | 1.474.647 | 1.474.924 |
| др Војислав Шешељ    | 1.126.734 | 1.126.940 |
| Вук Драшковић        | 852.597   | 852.808   |
| Остали               | 518.319   | 518.319   |

Као и у свим осталим оваквим случајевима, број гласова се у горњој табели разликује једино за кандидате на врху табеле. Подаци из другог круга се, међутим, у потпуности слажу када се овако упореде.
На ЦеСИД-овом мрежном месту Архивирано на веб-сајту  (17. мај 2014) и (вероватно одатле) пренето у неким медијима могу се наћи и следећи подаци:
- Први круг 21. септембра 1997: 7.188.544 уписаних бирача, 4.126.109 изашлих, 3.968.300 важећих листића, 1.473.621 гласова за Зорана Лилића, 1.125.140 за др Војислава Шешеља, 851.633 за Вука Драшковића и 517.906 за остале.
- Други круг 5. октобра 1997: 7.210.557 уписаних бирача, 3.524.257 изашлих, 3.419.437 важећих листића, 1.730.581 гласова за др Војислава Шешеља, 1.688.856 за Зорана Лилића.